# Gia Nadareishvili
Gia Nadareishvili, geor. გია ნადარეიშვილი (Tbilisi, 22 settembre 1921 – 3 ottobre 1991), è stato un compositore di scacchi sovietico di nazionalità georgiana.
Iniziò a comporre studi di scacchi nel 1938, e nello stesso anno vinse il primo premio in un concorso di composizione sovietico. Compose circa 500 studi, 322 dei quali sono compresi nel database di Harold van der Heijden. Vinse 21 primi premi, 25 secondi premi e 20 terzi premi.
Assieme a John Roycroft fu tra i fondatori della PCCC (Permanent Commission for Chess Composition), organo della FIDE che presiede alla composizione scacchistica. Fino a poco prima della morte fu il delegato dell'URSS alle riunioni annuali della PCCC, e fu membro permanente di tale commissione.
Nel 1980 ottenne il titolo FIDE di Grande Maestro per la composizione.
Nadareishvili era un neurologo ed era primario della clinica di neurologia dell'ospedale di Tbilisi.

## Uno studio di Gia Nadareishvili
|   | a | b | c | d | e | f | g | h |   |
| 8 | f8 torre del bianco · f6 torre del bianco · g5 torre del nero · d4 alfiere del nero · e4 cavallo del bianco · h3 re del bianco · g2 pedone del nero · h1 re del nero | f8 torre del bianco · f6 torre del bianco · g5 torre del nero · d4 alfiere del nero · e4 cavallo del bianco · h3 re del bianco · g2 pedone del nero · h1 re del nero | f8 torre del bianco · f6 torre del bianco · g5 torre del nero · d4 alfiere del nero · e4 cavallo del bianco · h3 re del bianco · g2 pedone del nero · h1 re del nero | f8 torre del bianco · f6 torre del bianco · g5 torre del nero · d4 alfiere del nero · e4 cavallo del bianco · h3 re del bianco · g2 pedone del nero · h1 re del nero | f8 torre del bianco · f6 torre del bianco · g5 torre del nero · d4 alfiere del nero · e4 cavallo del bianco · h3 re del bianco · g2 pedone del nero · h1 re del nero | f8 torre del bianco · f6 torre del bianco · g5 torre del nero · d4 alfiere del nero · e4 cavallo del bianco · h3 re del bianco · g2 pedone del nero · h1 re del nero | f8 torre del bianco · f6 torre del bianco · g5 torre del nero · d4 alfiere del nero · e4 cavallo del bianco · h3 re del bianco · g2 pedone del nero · h1 re del nero | f8 torre del bianco · f6 torre del bianco · g5 torre del nero · d4 alfiere del nero · e4 cavallo del bianco · h3 re del bianco · g2 pedone del nero · h1 re del nero | 8 |
| 7 | f8 torre del bianco · f6 torre del bianco · g5 torre del nero · d4 alfiere del nero · e4 cavallo del bianco · h3 re del bianco · g2 pedone del nero · h1 re del nero | f8 torre del bianco · f6 torre del bianco · g5 torre del nero · d4 alfiere del nero · e4 cavallo del bianco · h3 re del bianco · g2 pedone del nero · h1 re del nero | f8 torre del bianco · f6 torre del bianco · g5 torre del nero · d4 alfiere del nero · e4 cavallo del bianco · h3 re del bianco · g2 pedone del nero · h1 re del nero | f8 torre del bianco · f6 torre del bianco · g5 torre del nero · d4 alfiere del nero · e4 cavallo del bianco · h3 re del bianco · g2 pedone del nero · h1 re del nero | f8 torre del bianco · f6 torre del bianco · g5 torre del nero · d4 alfiere del nero · e4 cavallo del bianco · h3 re del bianco · g2 pedone del nero · h1 re del nero | f8 torre del bianco · f6 torre del bianco · g5 torre del nero · d4 alfiere del nero · e4 cavallo del bianco · h3 re del bianco · g2 pedone del nero · h1 re del nero | f8 torre del bianco · f6 torre del bianco · g5 torre del nero · d4 alfiere del nero · e4 cavallo del bianco · h3 re del bianco · g2 pedone del nero · h1 re del nero | f8 torre del bianco · f6 torre del bianco · g5 torre del nero · d4 alfiere del nero · e4 cavallo del bianco · h3 re del bianco · g2 pedone del nero · h1 re del nero | 7 |
| 6 | f8 torre del bianco · f6 torre del bianco · g5 torre del nero · d4 alfiere del nero · e4 cavallo del bianco · h3 re del bianco · g2 pedone del nero · h1 re del nero | f8 torre del bianco · f6 torre del bianco · g5 torre del nero · d4 alfiere del nero · e4 cavallo del bianco · h3 re del bianco · g2 pedone del nero · h1 re del nero | f8 torre del bianco · f6 torre del bianco · g5 torre del nero · d4 alfiere del nero · e4 cavallo del bianco · h3 re del bianco · g2 pedone del nero · h1 re del nero | f8 torre del bianco · f6 torre del bianco · g5 torre del nero · d4 alfiere del nero · e4 cavallo del bianco · h3 re del bianco · g2 pedone del nero · h1 re del nero | f8 torre del bianco · f6 torre del bianco · g5 torre del nero · d4 alfiere del nero · e4 cavallo del bianco · h3 re del bianco · g2 pedone del nero · h1 re del nero | f8 torre del bianco · f6 torre del bianco · g5 torre del nero · d4 alfiere del nero · e4 cavallo del bianco · h3 re del bianco · g2 pedone del nero · h1 re del nero | f8 torre del bianco · f6 torre del bianco · g5 torre del nero · d4 alfiere del nero · e4 cavallo del bianco · h3 re del bianco · g2 pedone del nero · h1 re del nero | f8 torre del bianco · f6 torre del bianco · g5 torre del nero · d4 alfiere del nero · e4 cavallo del bianco · h3 re del bianco · g2 pedone del nero · h1 re del nero | 6 |
| 5 | f8 torre del bianco · f6 torre del bianco · g5 torre del nero · d4 alfiere del nero · e4 cavallo del bianco · h3 re del bianco · g2 pedone del nero · h1 re del nero | f8 torre del bianco · f6 torre del bianco · g5 torre del nero · d4 alfiere del nero · e4 cavallo del bianco · h3 re del bianco · g2 pedone del nero · h1 re del nero | f8 torre del bianco · f6 torre del bianco · g5 torre del nero · d4 alfiere del nero · e4 cavallo del bianco · h3 re del bianco · g2 pedone del nero · h1 re del nero | f8 torre del bianco · f6 torre del bianco · g5 torre del nero · d4 alfiere del nero · e4 cavallo del bianco · h3 re del bianco · g2 pedone del nero · h1 re del nero | f8 torre del bianco · f6 torre del bianco · g5 torre del nero · d4 alfiere del nero · e4 cavallo del bianco · h3 re del bianco · g2 pedone del nero · h1 re del nero | f8 torre del bianco · f6 torre del bianco · g5 torre del nero · d4 alfiere del nero · e4 cavallo del bianco · h3 re del bianco · g2 pedone del nero · h1 re del nero | f8 torre del bianco · f6 torre del bianco · g5 torre del nero · d4 alfiere del nero · e4 cavallo del bianco · h3 re del bianco · g2 pedone del nero · h1 re del nero | f8 torre del bianco · f6 torre del bianco · g5 torre del nero · d4 alfiere del nero · e4 cavallo del bianco · h3 re del bianco · g2 pedone del nero · h1 re del nero | 5 |
| 4 | f8 torre del bianco · f6 torre del bianco · g5 torre del nero · d4 alfiere del nero · e4 cavallo del bianco · h3 re del bianco · g2 pedone del nero · h1 re del nero | f8 torre del bianco · f6 torre del bianco · g5 torre del nero · d4 alfiere del nero · e4 cavallo del bianco · h3 re del bianco · g2 pedone del nero · h1 re del nero | f8 torre del bianco · f6 torre del bianco · g5 torre del nero · d4 alfiere del nero · e4 cavallo del bianco · h3 re del bianco · g2 pedone del nero · h1 re del nero | f8 torre del bianco · f6 torre del bianco · g5 torre del nero · d4 alfiere del nero · e4 cavallo del bianco · h3 re del bianco · g2 pedone del nero · h1 re del nero | f8 torre del bianco · f6 torre del bianco · g5 torre del nero · d4 alfiere del nero · e4 cavallo del bianco · h3 re del bianco · g2 pedone del nero · h1 re del nero | f8 torre del bianco · f6 torre del bianco · g5 torre del nero · d4 alfiere del nero · e4 cavallo del bianco · h3 re del bianco · g2 pedone del nero · h1 re del nero | f8 torre del bianco · f6 torre del bianco · g5 torre del nero · d4 alfiere del nero · e4 cavallo del bianco · h3 re del bianco · g2 pedone del nero · h1 re del nero | f8 torre del bianco · f6 torre del bianco · g5 torre del nero · d4 alfiere del nero · e4 cavallo del bianco · h3 re del bianco · g2 pedone del nero · h1 re del nero | 4 |
| 3 | f8 torre del bianco · f6 torre del bianco · g5 torre del nero · d4 alfiere del nero · e4 cavallo del bianco · h3 re del bianco · g2 pedone del nero · h1 re del nero | f8 torre del bianco · f6 torre del bianco · g5 torre del nero · d4 alfiere del nero · e4 cavallo del bianco · h3 re del bianco · g2 pedone del nero · h1 re del nero | f8 torre del bianco · f6 torre del bianco · g5 torre del nero · d4 alfiere del nero · e4 cavallo del bianco · h3 re del bianco · g2 pedone del nero · h1 re del nero | f8 torre del bianco · f6 torre del bianco · g5 torre del nero · d4 alfiere del nero · e4 cavallo del bianco · h3 re del bianco · g2 pedone del nero · h1 re del nero | f8 torre del bianco · f6 torre del bianco · g5 torre del nero · d4 alfiere del nero · e4 cavallo del bianco · h3 re del bianco · g2 pedone del nero · h1 re del nero | f8 torre del bianco · f6 torre del bianco · g5 torre del nero · d4 alfiere del nero · e4 cavallo del bianco · h3 re del bianco · g2 pedone del nero · h1 re del nero | f8 torre del bianco · f6 torre del bianco · g5 torre del nero · d4 alfiere del nero · e4 cavallo del bianco · h3 re del bianco · g2 pedone del nero · h1 re del nero | f8 torre del bianco · f6 torre del bianco · g5 torre del nero · d4 alfiere del nero · e4 cavallo del bianco · h3 re del bianco · g2 pedone del nero · h1 re del nero | 3 |
| 2 | f8 torre del bianco · f6 torre del bianco · g5 torre del nero · d4 alfiere del nero · e4 cavallo del bianco · h3 re del bianco · g2 pedone del nero · h1 re del nero | f8 torre del bianco · f6 torre del bianco · g5 torre del nero · d4 alfiere del nero · e4 cavallo del bianco · h3 re del bianco · g2 pedone del nero · h1 re del nero | f8 torre del bianco · f6 torre del bianco · g5 torre del nero · d4 alfiere del nero · e4 cavallo del bianco · h3 re del bianco · g2 pedone del nero · h1 re del nero | f8 torre del bianco · f6 torre del bianco · g5 torre del nero · d4 alfiere del nero · e4 cavallo del bianco · h3 re del bianco · g2 pedone del nero · h1 re del nero | f8 torre del bianco · f6 torre del bianco · g5 torre del nero · d4 alfiere del nero · e4 cavallo del bianco · h3 re del bianco · g2 pedone del nero · h1 re del nero | f8 torre del bianco · f6 torre del bianco · g5 torre del nero · d4 alfiere del nero · e4 cavallo del bianco · h3 re del bianco · g2 pedone del nero · h1 re del nero | f8 torre del bianco · f6 torre del bianco · g5 torre del nero · d4 alfiere del nero · e4 cavallo del bianco · h3 re del bianco · g2 pedone del nero · h1 re del nero | f8 torre del bianco · f6 torre del bianco · g5 torre del nero · d4 alfiere del nero · e4 cavallo del bianco · h3 re del bianco · g2 pedone del nero · h1 re del nero | 2 |
| 1 | f8 torre del bianco · f6 torre del bianco · g5 torre del nero · d4 alfiere del nero · e4 cavallo del bianco · h3 re del bianco · g2 pedone del nero · h1 re del nero | f8 torre del bianco · f6 torre del bianco · g5 torre del nero · d4 alfiere del nero · e4 cavallo del bianco · h3 re del bianco · g2 pedone del nero · h1 re del nero | f8 torre del bianco · f6 torre del bianco · g5 torre del nero · d4 alfiere del nero · e4 cavallo del bianco · h3 re del bianco · g2 pedone del nero · h1 re del nero | f8 torre del bianco · f6 torre del bianco · g5 torre del nero · d4 alfiere del nero · e4 cavallo del bianco · h3 re del bianco · g2 pedone del nero · h1 re del nero | f8 torre del bianco · f6 torre del bianco · g5 torre del nero · d4 alfiere del nero · e4 cavallo del bianco · h3 re del bianco · g2 pedone del nero · h1 re del nero | f8 torre del bianco · f6 torre del bianco · g5 torre del nero · d4 alfiere del nero · e4 cavallo del bianco · h3 re del bianco · g2 pedone del nero · h1 re del nero | f8 torre del bianco · f6 torre del bianco · g5 torre del nero · d4 alfiere del nero · e4 cavallo del bianco · h3 re del bianco · g2 pedone del nero · h1 re del nero | f8 torre del bianco · f6 torre del bianco · g5 torre del nero · d4 alfiere del nero · e4 cavallo del bianco · h3 re del bianco · g2 pedone del nero · h1 re del nero | 1 |
|   | a | b | c | d | e | f | g | h |   |

- Soluzione:

1. Tf1+!  g1=C+  (dopo 2. g1=D? il bianco cattura la torre nera, altre mosse conducono al matto)
2. Txg1+  Txg1
3. Tf2!  Ae5  (altrimenti il nero prende subito matto)
4. Th2+!  Axh2  4. Cf2 matto.